# Baligubadle
Baligubadle est une commune située au sud de la région de Woqooyi Galbeed dans la province du Somaliland, au Nord de la Somalie.
À la fin des années 1980, on y trouvait le quartier général du Mouvement national somalien.